# Leichenwetter

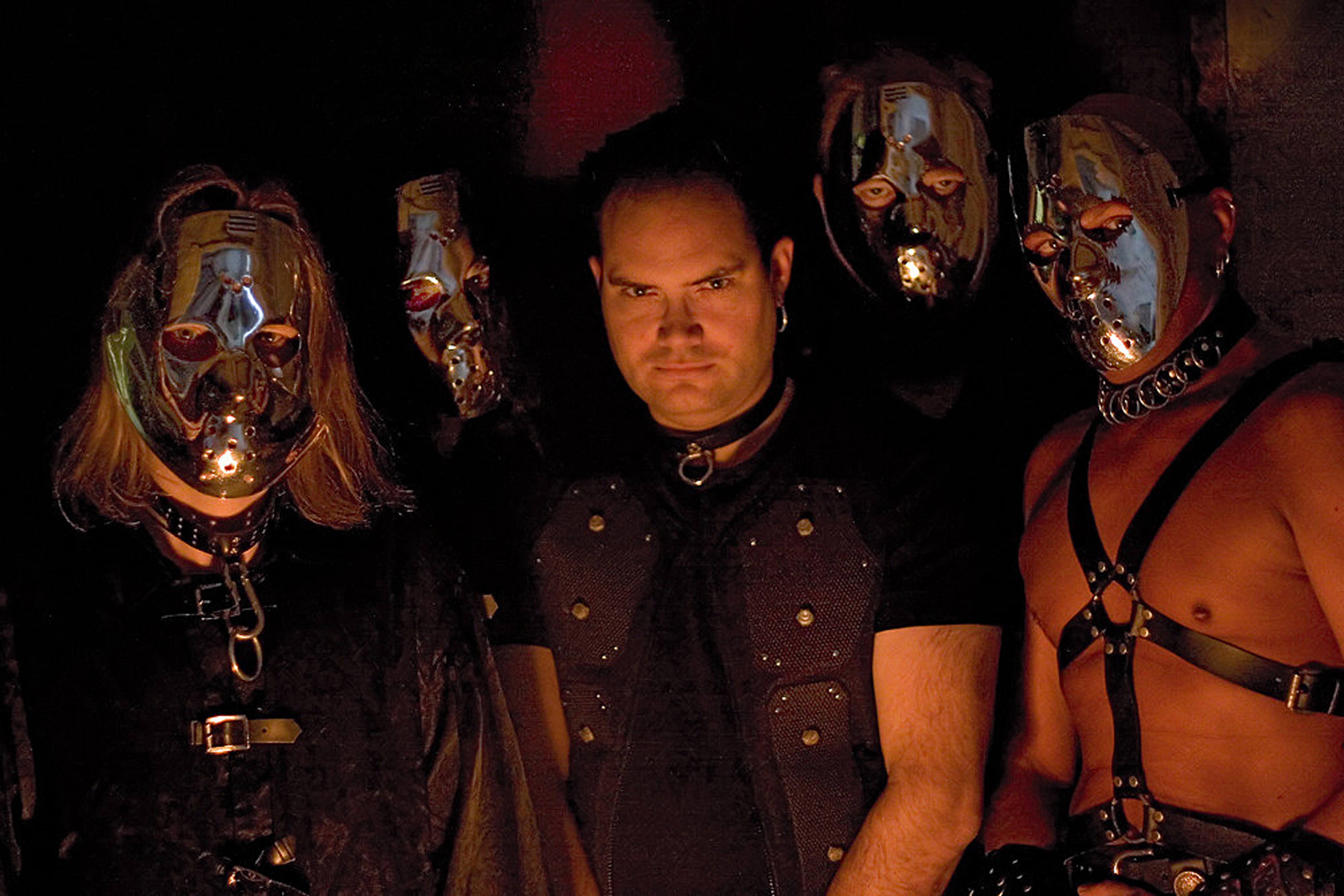

Leichenwetter è un gruppo musicale tedesco fondato nel 1996 che mette in musica le poesie della lirica tedesca in stile gothic metal e Neue Deutsche Härte.

## Storia
Il gruppo venne fondato nel 1996 da entrambi i musicisti Dawe e Numen che avevano il desiderio di musicare i testi dei poeti tedeschi defunti in una maniera anticonvenzionale e renderli nuovamente vivi.
Sotto lo pseudonimo di "Dawe" (chitarra elettrica) o "Numen" (canto) pubblicarono nel 1998 il CD Nachtwerke e furono rappresentati in numerose compilation.
Nel marzo del 1999 ulteriori musicisti sotto il nome d'arte di „Rudiator“ (tastiera elettronica), „Al-Yo-Shér“ (chitarra fino al 2003), „Sir Pent“ (basso elettrico fino al 2000) e „Wahnfried“ (batteria fino al 2000) completarono la formazione del gruppo così da rendere possibile l'inizio delle registrazioni in studio.
Nel 2001 seguì l'EP dal titolo Schönheit ist rauh in cui le percussioni venivano già accordate dal nuovo batterista „RaweN“. Nello stesso anno appariva l'album Urworte e durante la sua pubblicazione anche il chitarrista „Al-Yo-Shér“ lasciò la band. Nei concerti successivi il gruppo si esibì in una formazione senza la seconda chitarra.
La discografia ufficiale iniziò nell'anno 2005 con un contratto discografico quando pubblicarono Letzte Worte con la Metal Axe Records (distribuzione: Point Music) con la quale continuarono la tradizione di mettere in musica di poesie, mentre altri materiali parzialmente nuovi vennero abbandonati.
Nel gennaio 2007 comparì l'album successivo Klage, dalla Metal Axe Records, con nuove poesie in musica. Nell'ottobre del 2008 si unì al gruppo „der Voigt“, ex tastierista dei Phantoms of Future, dopo che „Rudiator“ abbandonò per motivi privati dopo nove anni. „Der Voigt“ non si esibisce sul palco durante i concerti poiché non ama stare sotto le luci della ribalta.
Nel maggio del 2009 il bassista, Cpt. Loft, mollò la band alla quale non gli fu più possibile partecipare a causa di cambiamenti professionali. Da luglio dello stesso anno al basso ci fu Doc Bawin che lasciò il gruppo nell'agosto del 2010 a causa di differenze interne. All'inizio di ottobre Lord Hur divenne il nuovo bassista che oltre ai "Leichenwetter" fa parte anche del gruppo "Acrid Tones".
Il 15 ottobre 2010 il nuovo album Legende fu rilasciato dall'etichetta discografica Echozone. Nel corso della pubblicazione dell'album eliminarono definitivamente le maschere che per oltre dieci anni erano state elemento essenziale del loro progetto.
Nel 2011, per il quindicesimo anniversario della formazione del gruppo, uscirono il CD Zeitmaschine e il DVD Zeitreise, il quale contiene nuove registrazioni loro canzoni di più vecchie e un concerto live.

## Formazione

### Attuale
Numen - canto
Dawe - chitarra
Florian B.- batteria(dal 2016)

### Ex componenti
Chitarra - Al-Yo-Shér (marzo 1999 - marzo 2003)
Basso elettrico - Sir Pent (marzo 1999 - marzo 2000), Cpt.Loft (2000 - maggio 2009), Der Baron (gennaio 2013 - 2014), Der Rittmeister (2014 - 2016)
Basso - Doc. Bawin (luglio 2009 - agosto 2010), Lord Hur (ottobre 2010 - gennaio 2013)
Batteria - Wahnfried (marzo 1999 - dicembre 2000), RaweN (2001 - maggio 2012), Der Professor (maggio 2012 - 2016)
Tastiera - Rudiator (marzo 1999 - settembre 2008)
Orchestra - Der Voigt(2007 - 2016)

## Stile

### Musica
Una caratteristica dei Leichenwetter è la voce potente e melodiosa del cantante Numen che si contraddistingue per la sua tonalità forte e cupa. Musicalmente si posizionano a metà di una combinazine heavy metal e sequenze di sintetizzatore. Dal 2008 iniziarono ad utilizzare suoni orchestrali amplificati. Gli stessi Leichenwetter non si considerano assolutamente rappresentanti del Neue Deutsche Härte.

### Testi
Poesie adattate 
- Albrecht Haushofer - Mutter
- Andreas Gryphius - Menschliches Elende
- Annette von Droste-Hülshoff - Letzte Worte
- Clemens Brentano - O Schweig, Schwanenlied
- Christian Friedrich Hebbel - Requiem
- Conrad Ferdinand Meyer - Chor der Toten
- Else Lasker-Schüler - Nur dich, Senna Hoy, Weltende
- Ernst Moritz Arndt - Abendlied
- Ernst Stadler - Anrede
- Franz Werfel - Dort und hier
- Friedrich Hebbel - Requiem
- Friedrich Nietzsche - Ecce Homo
- Friedrich Schiller - Sehnsucht
- Georg Heym - Ophelia, Und die Hörner des Sommers verstummten
- Georg Trakl - Klage, Allerseelen, Herbstseele
- Gottfried August Bürger - Schwanenlied
- Gottfried Benn - Requiem
- Gottfried Keller - Die Zeit geht nicht
- Heinrich Heine - Altes Lied, Die schlesischen Weber
- Hermann Hesse - An einem Grabe, Im Nebel, Traurigkeit, Verführer
- Johann Gottfried von Herder - Erlkönig, Verklärung
- Johann Wolfgang von Goethe - Gesang der Geister über den Wassern, Grenzen, Der Erlkönig
- Joseph Freiherr von Eichendorff - Mondnacht, Betörung
- Richard Dehmel - Himmelfahrt
- Theodor Storm - Einer Toten
- Traditionell - Schnitterlied
- Yvan Goll - Feuerharfe, Beschwörung

 Cover
- Falco - Out of the Dark

## Discografia

### Album in studio
- 1998: Nachtwerke (CDR/MC; Eigenvertrieb)
- 2003: Urworte (CD/CDR; Roots Records / Right Tempo)
- 2005: Letzte Worte (CD; Metal Axe Records)
- 2007: Klage (CD; Metal Axe Records)
- 2010: Legende (CD; Echozone / Bob Media)
- 2011: Zeitmaschine (CD; Echozone / Bob Media)

### Album dal vivo
- 2011: Zeitreise (CDR+DVD-R; Echozone / Bob Media)

### EP
- 2000: Altes Leid (CDR; Eigenvertrieb)
- 2001: Schönheit ist rauh (CD; Eigenvertrieb)
- 2012: Himmelfahrt (12"; Echozone / Bob Media)

### Contributi da ospiti
- 2013: Voodoma - The Wicked Truth (EP; Traccia: Sin to Sin)

### Contributi di compilation
- 1998: Vanitas Musica Mortui Compilation II (Traccia: Ophelia)
- 2001: Wellenbrecher II (Traccia: Sauerland)
- 2004: Roots-Records Vol. 1
- 2005: Roots-Records Vol. 2
- 2005: Rock It (Beilage der Musikzeitschrift)
- 2007: Gothic Spirits – Sonnenfinsternis 2
- 2008: Songs for Mercy (Traccia: Altes Lied
- 2010: Zillo 04/2010 (Traccia: O Schweig
- 2010: Schwarze Welle (Traccia: O Schweig)
- 2010: Dark Allure
- 2010: Nachtaktiv
- 2010: Plasmatic Mutation (Traccia: Romanze Zur Nacht )
- 2010: Gothic Visions II (Traccia: Betörung)
- 2010: Klangrausch
- 2011: Nachtaktiv
- 2011: Gesangbuch
- 2011: Gothic Spirits – Sonnenfinsternis 5
- 2011: Gothic Visions III (Traccia: Chor Der Toten (Live))
- 2013: Gothic Visions IV (LieTracciad: Die Zeit geht nicht (feat. Nina/Live))
- 2016: Dark Dreams (Traccia: Romanze Zur Nacht)